# Узкоколейная железная дорога Шарьинского музея леса
Узкоколейная железная дорога Шарьинского музея леса — музейная узкоколейных железных дорог с шириной колеи 750 мм в городском парке города Шарья. Узкоколейная железная дорога динамическая экспозиция Шарьинского музея леса, технического музея, где собраны натурные образцы узкоколейной железнодорожной техники, а также лесозаготовительная техника. На территории исторического музея лесопромышленной техники под открытым небом, проходят ежегодные праздничные мероприятия, посвященные дню работников лесного хозяйства.

## История
4 октября 2014 состоялось торжественное открытие выставки «История лесопромышленного комплекса Костромской области». В музее леса под открытым небом представлена лесовозная и лесозаготовительная техника, а также динамическая экспозиция узкоколейная железная дорога с шириной колеи 750 мм.

## Состояние на 2023 год
Железная дорога после постройки работать не начала. Построен только кольцевой путь с тупиком, без депо. В тупике стоит тепловоз с вагоном.

## Коллекция Шарьинского музея леса
В коллекции музея представлены натурные образцы лесозаготовительной и узкоколейной железнодорожной техники. Некоторые машины восстановлены до рабочего состояния.

### Узкоколейный подвижной состав
- Тепловоз ТУ8-0167 — Камбарского машиностроительного завода, 1988 г.п. С постройки поступил в Зебляковский леспромхоз, передан в Шарьинский музей леса в 2014 году.
- Пассажирский вагон ПВ-40 — Демиховского машиностроительного завода, 1980-х г.п.
- Мотодрезины ТД-5у — Калужского машиностроительного завода, 1950-х г.п.

### Лесозаготовительная техника
- Трелёвочный трактор — ТДТ-40
- Трелёвочный трактор — ТДТ-55
- Бесчокерный трелевочный трактор (пачкоподборщик) — ЛТ-154А на базе трактора ТТ-4
- Челюстной лесопогрузчик перекидного типа — ЛТ-65 на базе трактора ТТ-4
- Сучкорезная машина — ЛП-33А на базе трактора ТТ-4
- Лесоштабелер ЛТ-163 на базе трактора К-700
- Бульдозер — Т-100
- Валочно-пакетирующая машина — ЛП-19

### Автотехника
- Лесовоз — МАЗ-509 с прицепом-роспуском лесовозным
- Лесовоз — ЗИЛ-157 с прицепом-роспуском лесовозным

### Лесопожарная техника
- Вездеход пожарный лесной — ВПЛ-149 на базе ГАЗ-71
- Автоцистерна лесопожарная — АЦ-30 на шасси ГАЗ-66

### Авиационная техника
- Самолёт Авиалесоохрана — Ан-2 (RA-29327)

### Водный транспорт
- Водометный катер — КС-100 (Костромского судомеханического завода) для выполнения работ на первоначальном сплаве и на малых сплавных рейдах